# آنتیرهینین
آنتیرهینین (به انگلیسی: Antirrhinin) با فرمول شیمیایی C۲۷H۳۱O۱۵+, Cl- یک ترکیب شیمیایی با شناسه پاب‌کم ۲۹۲۳۱ است. که جرم مولی آن ۶۳۰٫۹۷ گرم بر مول می‌باشد. 